# Рудковцы (Львовская область)
Рудковцы (укр. Рудківці) — село в Ходоровской городской общине Стрыйского района Львовской области Украины.
Население по переписи 2001 года составляло 461 человек. Занимает площадь 1,08 км². Почтовый индекс — 81722. Телефонный код — 3239.